# Franciszek Szelwicki
Franciszek Szelwicki (ur. 2 stycznia 1941 w Czarnokońcach Małych, zm. 16 marca 2018) – polski polityk i związkowiec, działacz opozycji demokratycznej w okresie PRL, poseł na Sejm III kadencji.

## Życiorys
Ukończył w 1964 Technikum Mechaniczne w Świdnicy. Od 1958 do 1992 pracował jako mechanik w różnych zakładach przemysłowych. We wrześniu 1980 wstąpił do „Solidarności”, wchodził w skład zarządu regionu w Opolu. W stanie wojennym został internowany na okres od 14 grudnia 1981 do 24 lipca 1982.
W latach 1992–1997 kierował zarządem opolskiego regionu związku. Pełnił funkcję posła III kadencji wybranego z listy AWS. W 2001 nie uzyskał ponownie mandatu, w 2002 przeszedł na emeryturę.
Był członkiem Ruchu Społecznego AWS, a następnie Republikańskiej Partii Społecznej. Od 2005 związany z Prawem i Sprawiedliwością, z ramienia którego bezskutecznie ubiegał się o mandat radnego sejmiku opolskiego.
W 2007 odznaczony Krzyżem Oficerskim Orderu Odrodzenia Polski. W 2015 otrzymał Krzyż Wolności i Solidarności.
Zmarł 16 marca 2018. Został pochowany w Lasowicach.